# Rodzina Połanieckich
Rodzina Połanieckich – powieść Henryka Sienkiewicza, wydana w 1894 roku. Jedna z kilku powieści obyczajowych w dorobku autora, obok Bez dogmatu i Wirów. Surowo potraktowana przez krytykę literacką epoki, cieszyła się jednak popularnością wśród czytelników, choć nigdy nie dorównała poczytnością powieściom historycznym tego autora.

## Opis fabuły
Podstawową przestrzeń powieści stanowi Warszawa (miasto, miejsce robienia interesów), a jej głównym bohaterem jest kupiec i przedsiębiorca (z wykształcenia inżynier, a z pochodzenia szlachcic), Stanisław Połaniecki, który żeni się ze zubożałą szlachcianką Marynią, z d. Pławicką. Z bezwzględnego człowieka interesu i niewiernego męża, który wartości moralne podporządkowuje swoim celom i zachciankom, zmienia się w hołdującego tradycyjnym wartościom ziemianina.

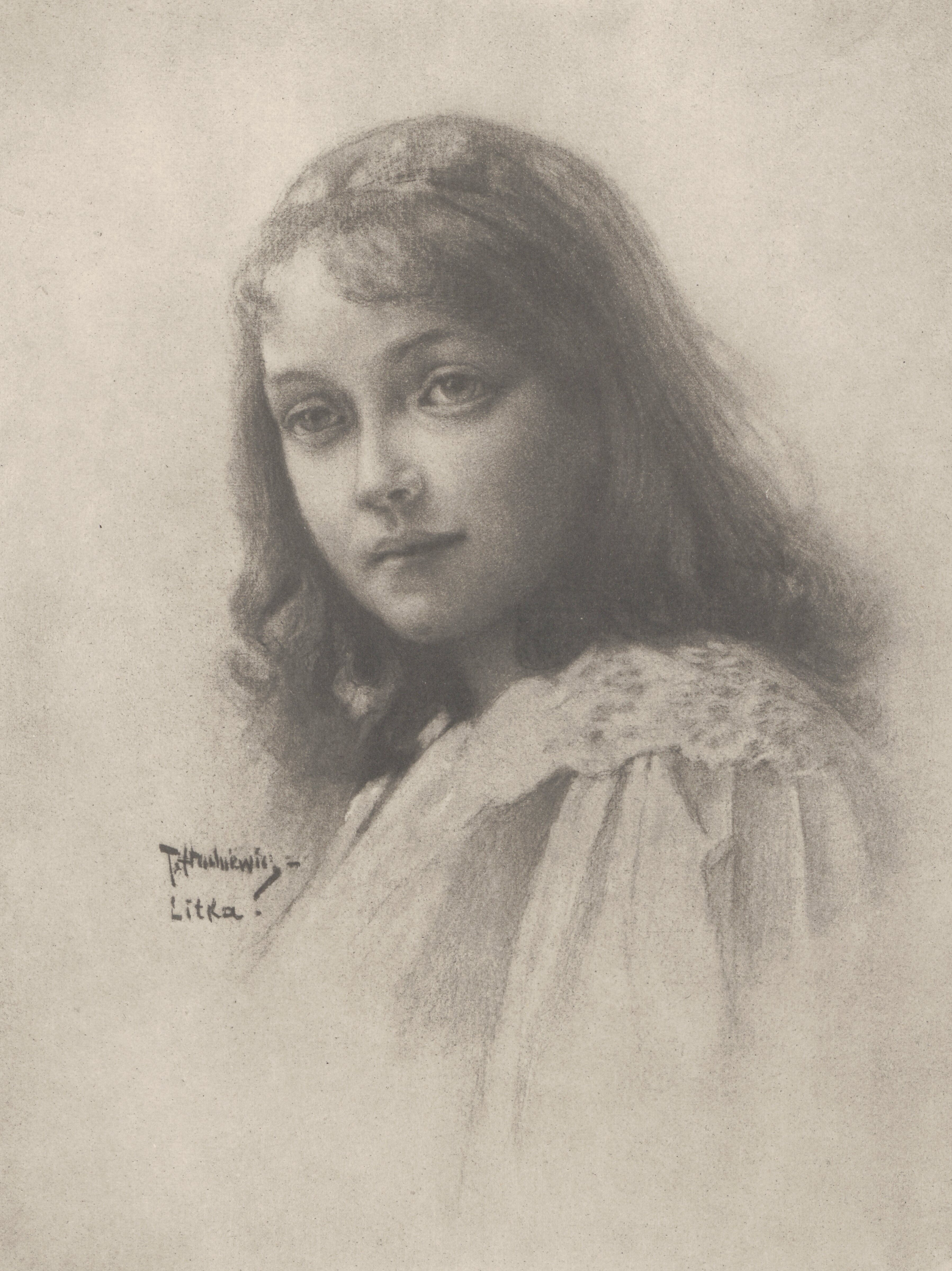
Litka
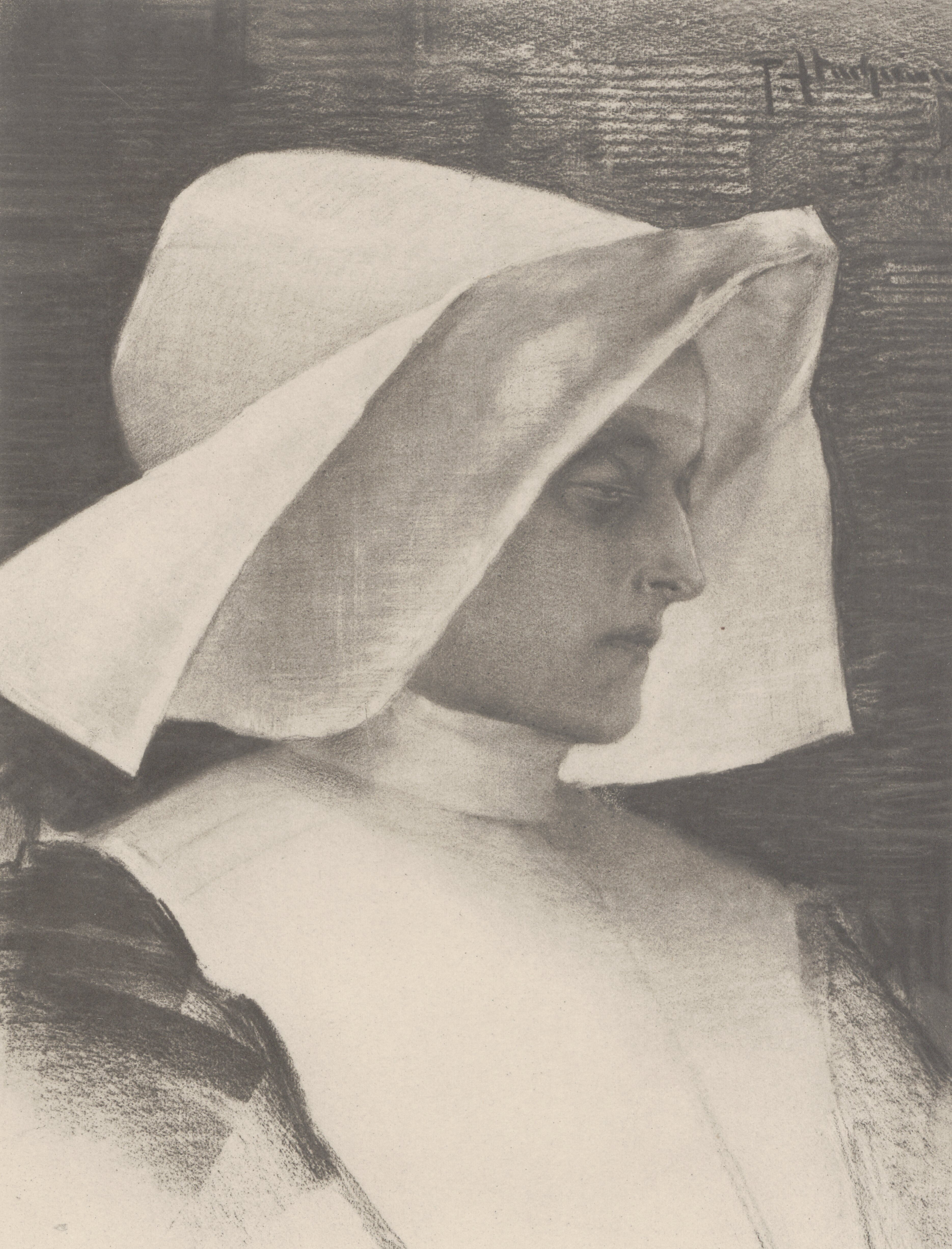
Pani Emilia
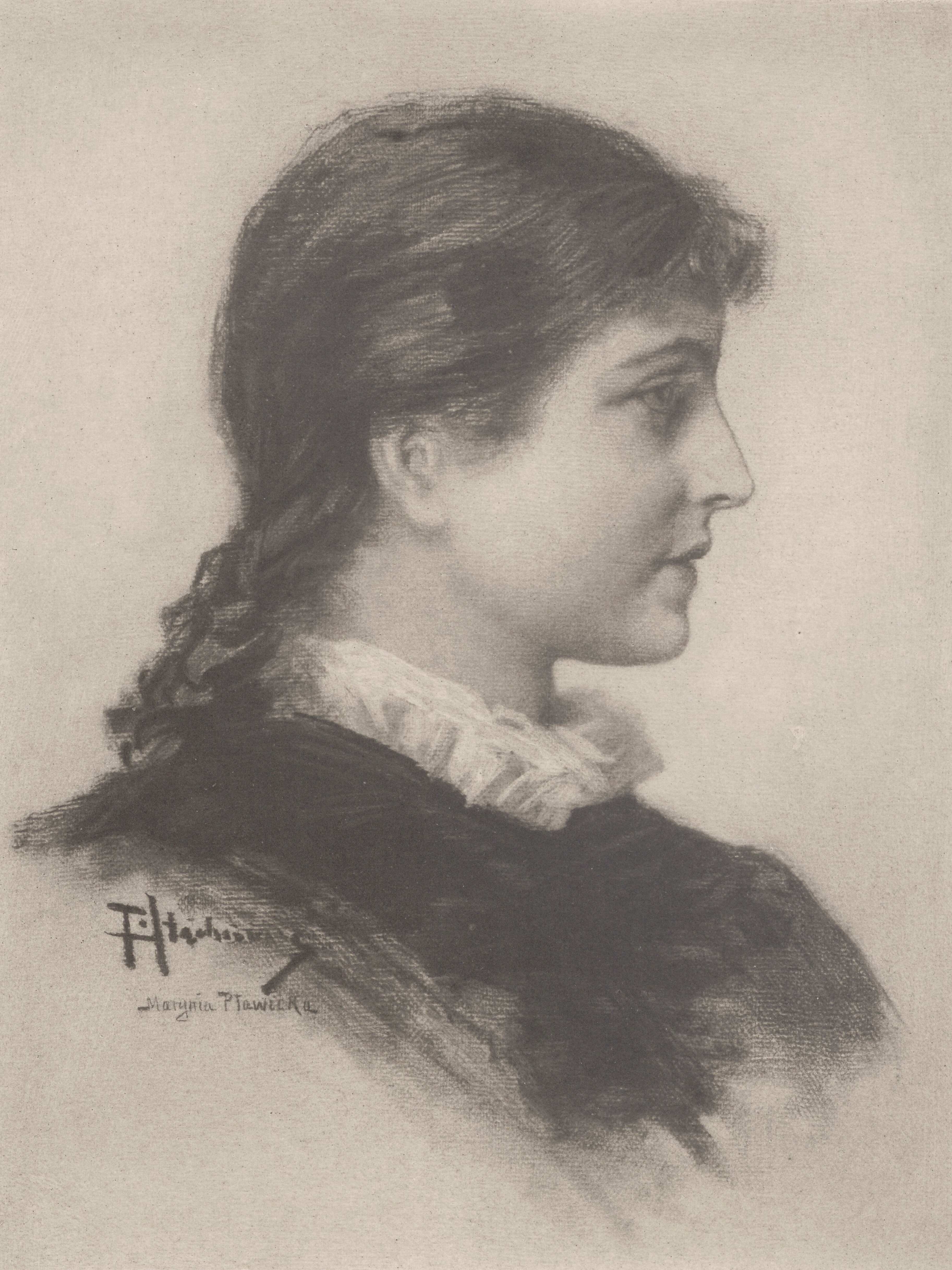
Marynia Pławicka

Obraz małżeństwa Połanieckich pokazany w dziele koncentruje się głównie na przeżywaniu relacji przez obojga małżonków. Opisy dotyczą głównie małżonków, natomiast niewiele mówi się o małżeństwie jako związku. Sienkiewicz skupia się bardziej na opisie Połanieckiego niż jego żony. To jego sylwetka jest bardziej szczegółowo i wszechstronnie nakreślona. Połaniecka przedstawiona jest w głównej mierze jako żona idealna.

## Przyjęcie i krytyka
Stanisław Brzozowski nazwał dzieło powieścią „polskiej, używającej i szwindlującej kołtunerii”. Anton Czechow przyjął je z niesmakiem (Sienkiewicz miał nim według niego "ukołysać burżuazję w jej złotych snach"), natomiast Lew Tołstoj nie aprobował jego końcowych rozdziałów. Według Brzozowskiego "z życia mieszczaństwa zrozumiał Sienkiewicz tylko dający prawo do spokojnego użycia wyzysk. Twórczej, kulturalnej pracy tej warstwy nie dostrzegł wcale. Jego Połaniecki to nie bourgeois-zdobywca, to ograniczony, ślepy na prawa innych, na potrzeby społeczne, w sobie zakochany łyk. Wady klasy upadłej przeniósł on w nowe warunki bytu i przystosował się do nich, jak przystosowują się w świecie organicznym pasożyty do organizmu eksploatowanego i trawionego przez nie. Z pracy życiowej organizmu, na którym bytują, wysnuwają dla siebie możność atrofii najszlachetniejszych organów. Tyle też pojął laudator temporis acti, epik »saskich ostatków«, H. Sienkiewicz, w polskim mieszczaństwie". Karol Wiktor Zawodziński wskazał na błędy kompozycyjne i niedostatek realiów powieści. Nazwał nawet dzieło "martwą pozycją w dorobku Sienkiewicza", stawiając je w opozycji do Bez dogmatu. Alina Nofer-Ładyka pisała w 1967, że powieść "wzbudziła entuzjazm tylko wśród krytyków z obozu zachowawczego. Wszyscy inni przyjęli ją z niechęcią, często z oburzeniem. Zawarty w niej obraz »człowieka poczciwego«, stawianego społeczeństwu na wzór, wzbudził gwałtowny sprzeciw; Połaniecki – zaradny »aferzysta«, dążący konsekwentnie do majątku ziemskiego, uznający za swoją dewizę »módl się i pracuj«, bez troski o sprawy społeczne, bez niepokojących pytań o sens życia – oceniony został jako filister, egoista, karierowicz, a »połaniecczyzna« stała się synonimem moralności znienawidzonej przez obóz postępu".
Z krytyką z tych pozycji nie zgodził się Julian Krzyżanowski, który stwierdził, że "połanecczyzna" to tylko klamra spinająca niezbyt zborne wątki utworu. Według niego "wbrew pozorom, na które dali się nabrać wszyscy dotychczasowi krytycy i badacze Sienkiewicza, poczytujący [połanecczyznę] za pewnego rodzaju monolit, jest ona wielowarstwowa, i wzięcie pod uwagę jednego tylko z jej składników i uznanie go za jedyny prowadzi do całkowicie błędnych poglądów na Rodzinę Połanieckich. Warstwy te to 1° dzieje miłości Stanisława Połanieckiego, 2° jego postawa ideologiczna i 3° jego stosunek do otaczającej go rzeczywistości historycznej”. Pierwszej z tych warstw Krzyżanowski przyznał walor nowatorstwa (Sienkiewicz "zerwał z tradycją romantycznego monoerotyzmu, zastępując go polierotyzmem").
Mimo braków i niechętnych głosów krytyki, współcześni dostrzegli, że utwór mieści pozytywny wykład ideologii, który był wówczas nie do przyjęcia przez osoby o radykalnych poglądach. Jerzy Tynecki dostrzegł w recepcji powieści paradoks: "jednoznaczna tendencja, demonstrowana w imię warstwy (nie klasy!) społecznej, znajdującej się w regresie, została z impetem odrzucona przez radykalną inteligencję, która – kompensując własną dezorientację – rzuciła się na Rodzinę Połanieckich tym zacieklej, im mniej była zdolna stworzyć spójną wizję kultury. Ci sami ludzie, którzy nie byli w stanie dojrzeć w Połanieckim czynnego pragmatyka, czepiali się przecież dość żałośnie sympatii dla arystokratycznego dekadenta Płoszowskiego".
Filolog Barbara Szargot zakwestionowała odczytywanie powieści jako propagującej tradycyjny konserwatyzm szlachecki, wraz z jego ideałami przywiązania do ziemi. Dostrzegła w niej nowe rozumienie rodziny widoczne w odejściu od myślenia w kategoriach rodu, patriarchatu, jak również w uznaniu kręgu przyjaciół za „rodzinę z wyboru”. W religijności Połanieckiego zauważyła liczne przesłanki zwątpienia i wahania. Szargot wskazała też na wszechobecność śmierci w dziele, nieustannie obecną, poczynając od śmierci Litki – podstawy połączenia się głównych bohaterów. Nowe rozumienie procesów literackich pozwala dostrzec w powieści nie manifest społecznego konserwatyzmu albo nieudaną powieść autora, lecz ogniwo rozwijającej się w XX wieku literatury polskiej, w tym jej związki z rozwijającą się literaturą biedermeieru, w której znaleźć można „małe” ideały i pragnienia bohaterów, w Rodzinie Połanieckich współistniejące już z nowymi trendami.

## Ekranizacje
- 1978 – serial telewizyjny Rodzina Połanieckich w reżyserii Jana Rybkowskiego z muzyką Wojciecha Kilara[6] z Andrzejem Mayem i Anną Nehrebecką w rolach głównych.
  - 1983 – film pełnometrażowy  Marynia stworzony z materiałów serialu.